# Галасливі сусіди
«Галасливі сусіди» (англ. Noisy Neighbors) — американська кінострічка режисера Чарльза Райснера 1929 року.

## У ролях
- Едді Квіллан — Едді ван Ревел
- Альберта Вон — Мері Карстейрс
- Джейн Кеклі — мати
- Джозеф Квіллан — брат
- Мері Квіллан — сестра
- Теодор Робертс — полковник Карстейрс
- Рей Галлор — Девід
- Рассел Сімпсон — Ебенезер
- Боб Перрі — перший син
- Майк Донлін — другий син
- Біллі Гілберт — третій син